# 杜學
杜學（1439年—？），字時敏，河南河南府登封縣人，民籍。明朝政治人物。進士出身。

## 生平
河南鄉試第五十六名。成化八年（1472年）壬辰科會試第二百十二名，殿試登進士第二甲第六十一名。

## 家族
曾祖父杜鴻漸。祖父杜成甫。父亲杜焞。